# Уокер, Ти-Боун
Ти-Боун Уокер (англ. T-Bone Walker; 28 мая 1910, Линден, Техас — 16 марта 1975, Лос-Анджелес) — американский блюзовый гитарист.
Аарон Тибо Уокер (Aaron Thibeaux Walker или T-Bone Walker) родился 28 мая 1910 года в городе Линден, штат Техас. Когда ему было два года, его семья переехала в Даллас. Его отчим, Marco Washington, научил его петь, но настоящий урок блюза он получил от Блайнд Лемона Джефферсона (Слепой Лемон Джефферсон), основателя техасского блюза. Совершенно очевидно, что именно это помогло сформировать интересы юного Уокера в блюзе. С 1920 по 1923 год Ти-Боун был проводником Блайнд Лемона по окрестностям Далласа. Вскоре Уокер взялся за гитару воодушевлённый, равно как и его родители, которые оба были музыкантами, Блайнд Лемоном. Он начал играть в Dr. Breeding Medicine Show и во множестве других представлений в середине двадцатых годов. К тому времени Ти-Боун стал хорошо известен в районе Оак-Клифф города Далласа.
В 1929 году Уокер записывался для компании Columbia Records под именем Oak Cliff T-Bone Walker, где выпустил композиции Witchita Fall Blues и Trinity River Blues. В тридцатых годах Ти-Боун играл во многих джазовых оркестрах включая Cab Calloway’s Band (он выиграл далласский конкурс талантов, где призом было выступление с легендарным лидером этого оркестра), Lawson Brooks Band и Count Biloski Band. Затем Ти-Боун переехал в Калифорнию и выступал с различными небольшими оркестрами в окрестностях Лос-Анджелеса. Уокер был одним из первых блюзовых музыкантов, которые экспериментировали с электрической гитарой. Ходит легенда, что между 1935 и 1936 годами Уокер играл на прообразе электрической гитары. Другие музыканты, записавшие электрогитару до Ти-Боуна, опередили его.
В 1939 году Уокер присоединился к Les Hite’s Cotton Club Orchestra и записал T-Bone Blues. В 1941 году, благодаря успеху этой композиции, Уокер покинул оркестр, основал свой собственный ансамбль и начал работу в клубах Лос-Анджелеса. В 1942 году он начал записываться для Capitol Records (в то время Black and White Records). Именно в это время он создал свой популярнейший хит Call It Stormy Monday (But Tuesday Is Just As Bad). В 1950 году Ти-Боун покинул Capitol Records и перешёл в Imperial Records. Уокер работал с этой студией пять лет и записал более 50 композиций, среди которых I Walked Away и Cold Cold Feeling. В 1955 году он подписал контракт с Atlantic Records и выпустил альбом T-Bone Blues, который считается одной из лучших его записей.
В пятидесятых годах Ти-Боун гастролировал как лидер-гитарист с различными случайными ансамблями, а также записывался время от времени. В 1962 году он участвовал в American Folk Blues Festival Package в Европе и нашёл там преданных последователей. Ти-Боун также играл на Ann Arbor Festival в 1969, Berkley Blues Festival в 1970, в Карнеги Холле и в Филлмор-Ист в Нью-Йорке. В 1970 году ему была присуждена премия Grammy за альбом Good Feelin', однако в это же время его здоровье начало ухудшаться. У него была язва желудка и он не мог бросить пить. Он прекратил выступления в 1974 году после приступа и ушёл из жизни 16 марта годом позже из-за бронхиального воспаления.
Ти-Боун оказал влияние на многих легендарных блюзовых музыкантов, таких как Джими Хендрикс, Би Би Кинг, Фредди Кинг, Альберт Кинг, Отис Раш, Бадди Гай и Стиви Рэй Вон. Ти-Боун Уокер был принят в Зал славы блюза в 1980 году и в Зал славы рок-н-ролла в 1987 году.